# Laura Horváth
Laura Horváth (Budapest, 21 de marzo de 1997) es una atleta de CrossFit y halterófila húngara. Fue campeona de los CrossFit Games en 2023, subcampeona en 2018 y 2021, y tercera en 2022.

## Biografía
Horváth nació en Budapest. Sus padres son Ernő Horváth y Emese Szöllősi, ambos profesores de educación física. Tiene un hermano mayor, Kristof, y un hermano menor, Botond. Practicó muchos deportes cuando era joven, pero finalmente se decantó por la escalada. Su hermano Kristof la introdujo en el CrossFit en 2014, e inicialmente lo utilizó para complementar su entrenamiento, pero luego se involucró más en el deporte.

## Carrera deportiva
Horváth se dedicó inicialmente a la escalada y ganó títulos nacionales. También compitió en competiciones juveniles europeas.

### CrossFit
Horváth conoció el CrossFit en 2014 gracias a su hermano Kristof, y compitió en su primera competencia en 2015 en el Central European Throwdown, donde logró terminar cuarta. Compitió en su primer Open en 2015 un mes después, pero terminó solo en el 25º puesto de Hungría. Al año siguiente, llegó al regional después de quedar en el puesto 23 en Europa en el Open. En 2017, logró explotar definitivamente en el deporte después de quedar segunda en el Dubai Fitness Championship por detrás de Annie Thorisdottir.
En 2018, Horváth se convirtió en la primera mujer húngara en participar en los CrossFit Games. Comenzó bien y terminó en lo más alto de la clasificación al final del primer día. También ganó su primer evento, The Battleground, en el segundo día. La campeona defensora Tia-Clair Toomey, sin embargo, remontó con fuerza para ganar por 64 puntos, mientras que Horváth finalizó en segundo lugar superando a Katrin Davidsdottir. Fue nombrada Rookie del Año.
En el Dubai Fitness Championship celebrado en diciembre de 2018, Horváth tuvo que retirarse debido a una lesión en la espalda a pesar de ser la favorita para ganar. Sin embargo, se clasificó para los CrossFit Games 2019 como campeona nacional, pero fue eliminada en el tercer día después de no poder pasar el corte para el top 10 y terminar en el 14º puesto.
En la temporada 2020, interrumpida por la pandemia de COVID-19, Horváth no logró llegar a la fase final de los CrossFit Games después de terminar en el 24º puesto en la fase online.
Después de dos temporadas decepcionantes, Horváth comenzó a entrenar con el excampeón Ben Smith. En los CrossFit Games 2021, Horváth regresó al podio y volvió a quedar segunda detrás de Tia-Clair Toomey.
En los CrossFit Games 2022, Horváth comenzó mal, pero logró volver a escalar en la clasificación con victorias y buenas posiciones en los dos últimos días, y finalmente terminó tercera detrás de Tia-Clair Toomey y Mal O'Brien. Dos meses después, ganó el Rogue Invitational 2022. En enero de 2023 participó en la competición por equipos en Wodapalooza con Jamie Simmonds y Gabriela Migala y se proclamaron campeones.
En los CrossFit Games 2023, Horváth estuvo detrás de Emma Lawson durante gran parte de la competición, pero logró tres victorias consecutivas en los últimos cuatro eventos para lograr su primer título en los CrossFit Games. En el Rogue Invitational 2023, venció a Tia-Clair Toomey, que no compitió en los CrossFit Games, para hacerse con el primer puesto de la competición.
Horváth no defendió su título después de retirarse de los CrossFit Games 2024 debido a la muerte de Lazar Đukić por ahogamiento. Más adelante ese mismo año, en el Rogue Invitational 2024, Horváth ganó 4 eventos seguidos, pero no pudo vencer a Tia-Clair Toomey y quedó en segundo lugar.

### Halterofilia
Horváth compitió en el Campeonato Europeo de Halterofilia de 2021 en la categoría de -76 kg, levantando 89 kg en arracada y 111 kg en dos tiempos, un total de 200 kg, y finalizando en noveno lugar.
En marzo de 2023, Horváth compitió en la Savaria Cup y ganó la categoría de 76 kg con un levantamiento de 117 kg en dos tiempos, mejorando el récord nacional en 1 kg (total 206 kg).
En noviembre de 2023, Horváth compitió en el Campeonato Nacional de Hungría y ganó su categoría de peso con un total de 215 kg, estableciendo un nuevo récord nacional en dos tiempos con 120 kg.
En el Campeonato Europeo de Halterofilia de 2024 levantó 90 kg en arrancada y 115 kg en dos tiempos, con un total de 205 kg que la colocó en sexta posición en la categoría de -76 kg. Ganó el Campeonato Nacional de Hungría de 2024 con un total de 202 kg. Horváth compitió en el Campeonato Mundial de Halterofilia de 2024 en Manama (Baréin). Levantó 93 kg en arrancada y 115 kg en dos tiempos, con un total de 208 kg que la hizo terminar en el 18º puesto en la categoría de -76 kg.

## Palmarés internacional
| CrossFit Games | CrossFit Games           | CrossFit Games    | CrossFit Games |
| Año            | Lugar                    | Medalla           | Categoría      |
| -------------- | ------------------------ | ----------------- | -------------- |
| 2018           | Madison (Estados Unidos) | Medalla de plata  | Individual     |
| 2021           | Madison (Estados Unidos) | Medalla de plata  | Individual     |
| 2022           | Madison (Estados Unidos) | Medalla de bronce | Individual     |
| 2023           | Madison (Estados Unidos) | Medalla de oro    | Individual     |